# Cèsar Martinell i Brunet
Cèsar Martinell i Brunet (Valls, Alt Camp, 24 de desembre de 1888 - Barcelona, 19 de novembre de 1973) fou un arquitecte català a cavall entre el Modernisme i el Noucentisme. Com a personatge polifacètic, també fou investigador, divulgador i historiador de l'art.

## Biografia
Fill de Ramon Martinell i Mas i de Lutgarda Brunet i Voltas, va néixer a Valls l'any en què Barcelona celebrava l'Exposició Universal en una família de tintorers, per part de pare i de mestres d'obra, per part de mare, fet que seria determinant de la seva vocació envers l'arquitectura.
L'any 1900 comença a estudiar el batxillerat al poble on va néixer. El 1906 arriba a Barcelona per començar els estudis a l'Escola d'Arquitectura, on va rebre les lliçons de Lluís Domènech i Montaner i d'August Font i Carreras, entre d'altres, i a l'Escola d'Art de Francesc d'Assís Galí i Fabra va aprendre a dibuixar al costat de Joan Miró, Manuel Humbert i Jaume Mercadé. L'any 1916, a punt de llicenciar-se com arquitecte, va començar a treballar amb Joan Rubió, mentre que formava part del cercle d'Antoni Gaudí, que s'havia retirat al Temple Expiatori de la Sagrada Família. El 13 de març de 1916 obtingué la seva graduació d'arquitectura a Barcelona, i poc després fou nomenat arquitecte municipal de Valls, càrrec que exercí fins al 1919. Un dels objectius més importants assolit durant aquest període, juntament amb Eugeni d'Ors, fou la instal·lació d'una Biblioteca Popular a Valls, i és nomenat Secretari del primer patronat d'aquesta biblioteca.
El 1919 instal·là el seu estudi i despatx a la Rambla Catalunya (núm.57) de Barcelona. Dimití, llavors, del seu càrrec d'arquitecte municipal de Valls. El 1923 va ser designat degà del Col·legi d'Arquitectes de Barcelona i entre 1932 i 1935 fou degà-president del Col·legi d'Arquitectes de Catalunya, que havia estat constituït l'any 1931. L'any 1929 fou professor i secretari de l'Escola d'Arts i Oficis de Barcelona.
Contrau matrimoni el 14 d'octubre del 1926 amb l'arenyenca Maria Taxonera. Aquest mateix any viatja a Itàlia i França. El matrimoni va tenir tres fills, Maria, César i Rosa Maria Martinell i Taxonera.
Home de dretes, fou membre de l'Institut Agrícola Català de Sant Isidre, una organització agrària conservadora que durant la Segona República Espanyola va intentar allunyar-se de la direcció de la Lliga Regionalista per tal d'adherir-se a les posicions de la CEDA. Acabada la Guerra Civil espanyola va dissenyar un monumento a los caidos per la vila d'Arenys de Mar i es va reincorporar al IACSI un cop aquest es va integrar a la Confederación Nacional Católico Agraria, el sindicat vertical.
Va ser un dels fundadors l'any 1952 del Centre d'Estudis Gaudinistes i de l'Institut d'Estudis Vallencs l'any 1960. D'altra banda, fou un estudiós de l'art i de l'arquitectura i restaurà esglésies i campanars amb criteris científics. També projectà edificis d'ús públic i residències privades.

## Obra arquitectònica
Martinell va construir a principis de la seva carrera una quarantena de cooperatives vinícoles, sobretot a les comarques meridionals de Catalunya, en les quals va emprar els pràctics i econòmics arcs equilibrats d'obra vista, o arcs de catenària, seguint el consell del seu mestre Antoni Gaudí, i amb la col·laboració de Xavier Nogués en els plafons ceràmics. A aquestes construccions deu la seva fama. Durant els anys 1920 va treballar a Barcelona, on va realitzar nombroses edificacions residencials, tasca que va continuar al Maresme un cop acabada la Guerra Civil espanyola

### Edificació residencial
Martinell va iniciar la seva vida professional amb arquitectura privada (la casa Badia a Valls, l'anomenada Casa dels Russos a Santa Coloma d'Andorra, la casa del doctor Domingo a Alcover i altres encàrrecs a la ciutat de Valls). En aquesta època, Martinell ja utilitza l'obra vista en la vessant constructiva i ornamental, dins d'una clara tendència modernista.

### Edificació industrial

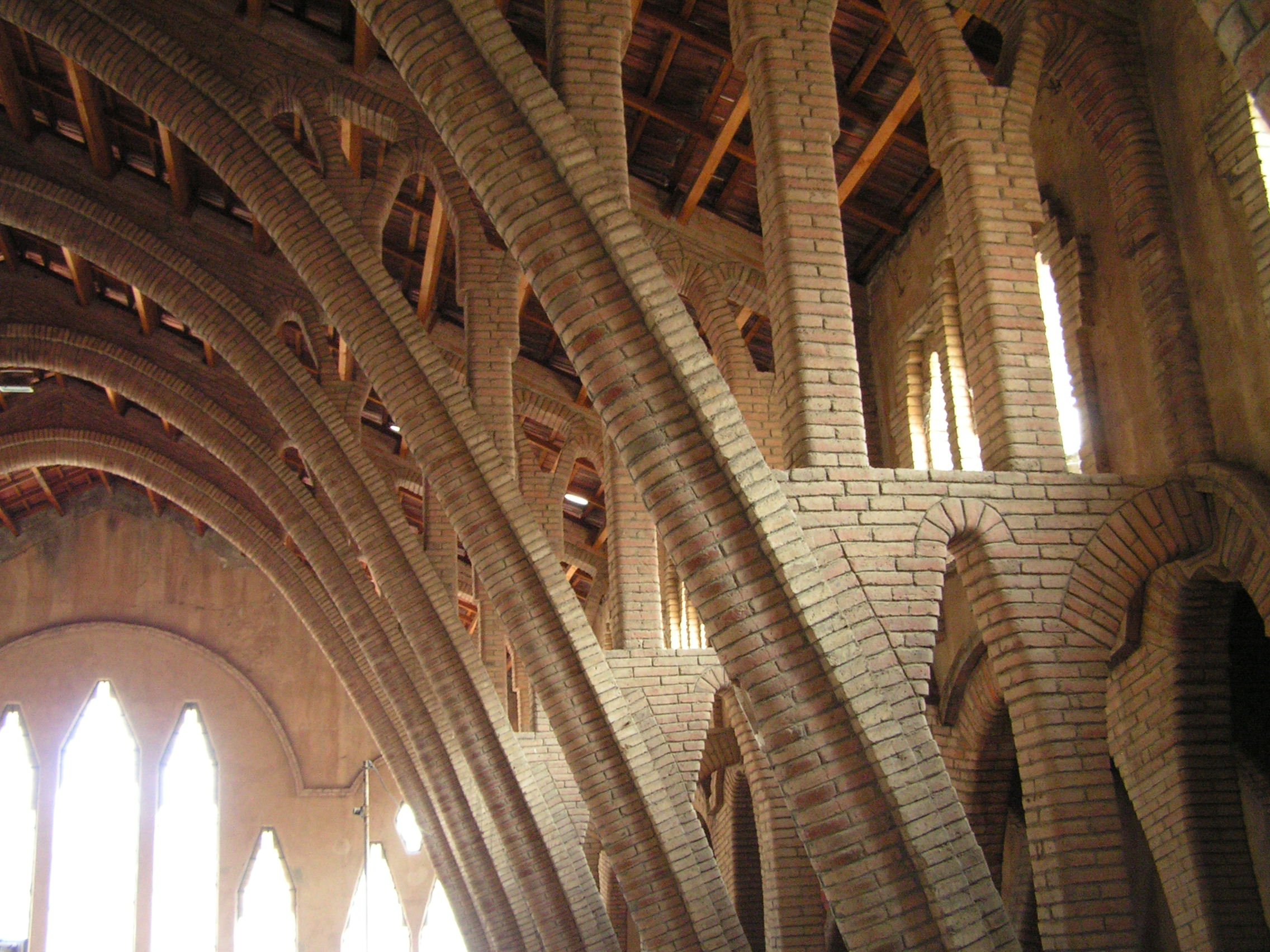
Interior del Celler Cooperatiu del Pinell de Brai

El seu primer encàrrec professional important com arquitecte, a principis del 1918, durant la Mancomunitat de Catalunya, que va donar un fort impuls al cooperativisme i l'obra pública, fou el celler de la Cooperativa Agrícola de Rocafort de Queralt, fent-se un gran especialista en construccions agràries, projectant i construint durant la seva vida gairebé 40 cellers fins que la Mancomunitat va ser estroncada per la dictadura de Primo de Rivera l'any 1923.
Segons Ignasi de Solà-Morales, "en la seva obra singular s'entrecreuen la persistència d'una tradició gaudiniana i modernista amb uns pressupostos culturals, ideològics i formals, que són els que convenim en anomenar noucentistes". És a dir, existeix una relació directa entre els més de quaranta edificis agraris fets entre 1917 i 1923 sota l'impuls de la Mancomunitat i l'esperit noucentista d'aquesta institució.
Les seves, juntament amb altres construccions agrícoles que es coneixen per la seva magnificència com a les Catedrals del Vi. També va construir alguns trulls, la Farinera del Sindicat Agrícola de Cervera, un magatzem per a cereals i una fàbrica d'alcohol.
Martinell no només projectava els edificis, sinó que també organitzava els espais per desenvolupar-hi la producció, els magatzems i la distribució de la maquinària. Així, organitzava l'espai per al procés de producció, es preocupava per la forma i la ubicació dels dipòsits, pels sistemes d'aïllament i circulació dels líquids, per la ventilació, per les condicions de fermentació, per la distribució de la maquinària, tot amb la finalitat de facilitar el treball.
Entre els seus edificis industrials posteriors cal destacar el projecte de fàbrica per a Destil·leries Mollfulleda (Arenys de Mar) on es fabricà el licor Calisay. També va fer a Lleida una fàbrica de conserves.

### Urbanisme i equipaments
A més de la construcció d'edificis d'habitatge també va fer el projecte per l'escola i l'ajuntament de Salomó (1916-17), el local social de la Federació Obrera a Molins de Rei (1922-1923), l'ajuntament de Bràfim (1923), una restauració de la muralla de la Guerra dels Segadors de Cambrils. (1932), dirigí projectes d'urbanització com la nova alineació del carrer Major de Juneda (1925), la plaça de l'Església, una pista de patinatge i el Col·legi per a les Germanes de la Presentació d'Arenys de Mar (1941-43), la urbanització Pinos del marquès de Barberà (1943-1944), l'enllumenat de la plaça del Generalísimo, i les urbanitzacions de la plaça de Sant Sebastià i el carrer de Sant Antoni a Moià (1953-54) o la parcel·lació d'una part de la finca de Can Borrel (1955) a Arenys de Munt.

### Restauració
Una de les tasques que va desenvolupar com a arquitecte fou la restauració de monuments, fonamentalment religiosos, que inicià el 1929. Després de la Guerra Civil espanyola va encarregar-se de la restauració de l'església de Santa Maria d'Igualada i de les esglésies del convent de Sant Agustí d'Igualada i del convent dels Caputxins d'Igualada. Entre els anys 1962 i 1970 va participar en la restauració de nombroses esglésies a les valls d'Andorra.

## Sistemes constructius
Martinell representa un pont de transmissió intel·lectual entre la segona generació de mestres de la Renaixença catalana (Antoni Gaudí, Lluís Domènech i Montaner, Puig i Cadafalch) i la generació de la postguerra. En la seva arquitectura agrària rep la influència directa de Gaudí, pel que fa a les solucions espacials, i de Domènech i Montaner pel que fa a les formes i materials. En canvi, la seva arquitectura pública i domèstica s'impregnarà sobretot dels valors noucentistes (classicisme i simplicitat de línies) i dels successius estils de l'època: monumentalisme, un cert racionalisme, castissisme, recuperant materials tradicionals i propis del país: totxo arrebossat, totxo sense arrebossar o pedra per als sòcols, formigó als fonaments, obra vista per als marcs de les obertures, pilars i arcs interiors, rajoles fines de ceràmica per a la decoració, sistemes d'arcs parabòlics, tot incorporant-hi innovacions tècniques per obtenir una millor qualitat del producte.

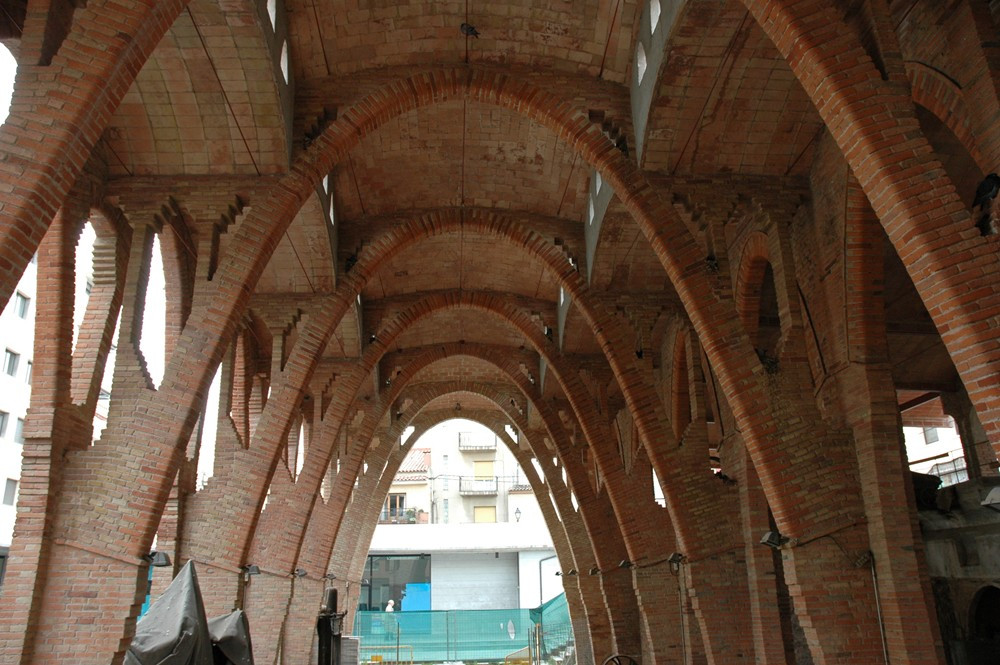
Celler Cooperatiu de Sant Cugat amb els arcs equilibrats d'obra vista que Martinell utilitzava.

Les principals aportacions de Martinell a l'arquitectura industrial són la formulació d'un tipus de celler agrícola amb sistema constructiu que substitueix de les encavallades per arcs de maó i de les corretges per voltes, realitzades amb maons i rajoles estandarditzats, que no necessiten gaires mitjans auxiliars i pertant permetien un cost baix de construcció, fruit de la col·laboració amb l'enginyer Isidre Campllonch i dels seus estudis sobre les necessitats de la indústria del vi, dels que va descobrir que requerien naus de gran volum ben airejades i de dipòsits de vi que disposessin de cambres de ventilació per evitar la transmissió de la calor i d'obertures per assegurar l'evacuació de l'àcid carbònic.
L'espai interior dels edificis apareix diàfan, amb dues o més naus sense parets interiors, separades per una successió d'arcs parabòlics calats que delimiten l'espai, i d'aquesta manera s'eixampla l'espai interior, que perd l'eix longitudinal i es converteix en una sala molt gran. En alçada, les naus estan configurades pels arcs en lloc del plans continus de la teulada o cel ras. La coberta, doncs, passa a un segon terme.

### L'arc parabòlic
La construcció d'arcs parabòlics de maó és un sistema molt optimitzat perquè es basa en el material local, econòmic i disponible, que requereixen poc transport i una tècnica de posada en obra tradicional i coneguda. L'estructura és molt eficient perquè segueix el trajecte de les càrregues i treballa només a compressió.

### La volta a la catalana
La volta a la catalana, usada en passadissos subterranis i plataformes de suport de tines, o en cobertes recolzades sobre arcs necessita pocs materials i mitjans auxiliars, perquè, si segueix la direcció de la càrrega, només treballa a compressió.

## Béns culturals d'interès nacional

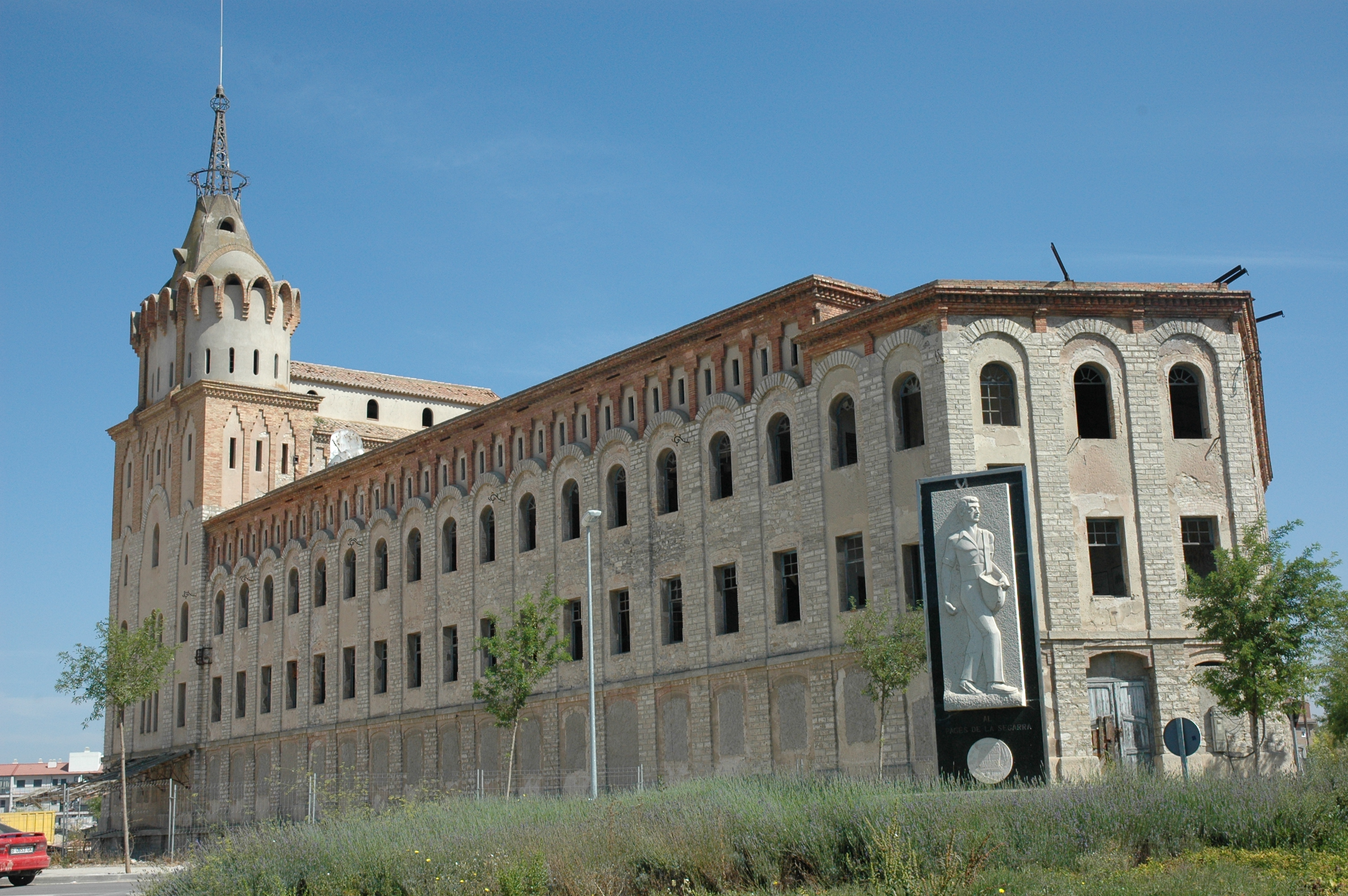
La Farinera de Cervera, qualificada monument històric el 2002.

Set cellers cooperatius, la majoria dels quals van ser construïts entre els anys 1918 i 1922, han estat declarats l'any 2002 béns culturals d'interès nacional en la qualitat de monument històric. Són els de Cornudella de Montsant, Falset, Nulles, Barberà de la Conca, Rocafort de Queralt, Gandesa i Pinell de Brai. També va ser qualificada monument històric la Farinera del Sindicat Agrícola de Cervera.
Els cellers van ser edificats amb les novetats tècniques incorporades per Martinell, com són: la construcció de l'estructura de les naus basada en arcs parabòlics de maó, la situació de les finestres per a la ventilació de les naus, els cups subterranis cilíndrics i separats per cambres aïllants ventilades i la composició de les textures de les façanes.
La Casa dels Russos també és inscrita al catàleg del patrimoni cultural andorrà

## Obra literària
Martinell va col·laborar en diferents publicacions com la Revista de Catalunya, Destino, La Vanguardia, escrivint un total de tres-cents setanta-sis articles i els trenta-un llibres publicats, especialment sobre arquitectura, on destaquen:
- Arquitectura i escultura barroca a Catalunya (1954-1964)
- Gaudí: su vida, su teoría, su obra (1967)[21]
- Construcciones agrarias en Cataluña, i conjuntament amb altres autors (1972).
- Gaudí i la Sagrada Família comentada per ell mateix (1999) ISBN 978-84-89890-30-5

## Obres[2]

### Aiguafreda
| Any  | Nom                   | Ubicació | Descripció | Estat | Foto |
| ---- | --------------------- | -------- | ---------- | ----- | ---- |
| 1931 | Habitatge unifamiliar |          |            |       |      |

### Aiguamúrcia
| Any  | Nom                                | Ubicació | Descripció | Estat | Foto |
| ---- | ---------------------------------- | -------- | ---------- | ----- | ---- |
| 1920 | Cooperativa agrícola d'Aiguamúrcia |          |            |       |      |

### Albatàrrec
| Any  | Nom        | Ubicació | Descripció | Estat | Foto |
| ---- | ---------- | -------- | ---------- | ----- | ---- |
| 1919 | Molí d'oli |          |            |       |      |

### L'Albi
| Any  | Nom                             | Ubicació | Descripció                  | Estat | Foto |
| ---- | ------------------------------- | -------- | --------------------------- | ----- | ---- |
| 1919 | Sindicat agrícola i Caixa Rural |          | Obra parcialment construïda |       |      |

### Alcover
| Any       | Nom                   | Ubicació            | Descripció                  | Estat | Foto |
| --------- | --------------------- | ------------------- | --------------------------- | ----- | ---- |
| 1919-1924 | Habitatge unifamiliar | Plaça del Portal, 2 | Obra parcialment construïda |       |      |

### Arbeca
| Any  | Nom                         | Ubicació | Descripció          | Estat | Foto |
| ---- | --------------------------- | -------- | ------------------- | ----- | ---- |
| 1920 | Sindicat La Oliva Arbequina |          | Celler i molí d'oli |       |      |
| 1920 | Sindicat La Arbeca Nova     |          | Celler i molí d'oli |       |      |

### Arenys de Mar
| Any       | Nom                                | Ubicació                    | Descripció                                              | Estat       | Foto |
| --------- | ---------------------------------- | --------------------------- | ------------------------------------------------------- | ----------- | ---- |
| 1939-1946 | Habitatge unifamiliar              |                             | Habitatge unifamiliar per Joan Mollfulleda              |             |      |
| 1940-1941 | Factoria Calisay                   | Riera del Pare Fita, 31     | Ampliació i reforma de la destil·leria Mollfulleda, SA  |             |      |
| 1941-1942 | Col·legi i capella                 |                             | Col·legi i capella per a les Germanes de la Presentació |             |      |
| 1944      | Edifici plurifamiliar d'habitatges | Carrer del Bisbe Pol, 50    | Habitatges per Jesús Recasens                           | Desaparegut |      |
| 1945      | Habitatge unifamiliar              |                             | Habitatge per Antoni Miquel                             |             |      |
| 1945      | Edifici plurifamiliar d'habitatges | Carrer Olivar, 3            | Habitatges per Agustí Barsant                           |             |      |
| 1948      | Edifici plurifamiliar d'habitatges | Carrer del Bisbe Català, 29 | Habitatge plurifamiliar per a Josefa Garcia             |             |      |
| 1952      | Edifici plurifamiliar d'habitatges | Rambla de Pare Fita         | Habitatges per Santiago Fontrodona                      |             |      |

### Arenys de Munt
| Any  | Nom                   | Ubicació         | Descripció                              | Estat                    | Foto |
| ---- | --------------------- | ---------------- | --------------------------------------- | ------------------------ | ---- |
| 1940 | Habitatge unifamiliar | Barri Ponent, 19 | Habitatge per Francesc Vilanova Rossell | Bon estat de conservació |      |

### Barberà de la Conca
| Any       | Nom                             | Ubicació             | Descripció                                    | Estat | Foto |
| --------- | ------------------------------- | -------------------- | --------------------------------------------- | ----- | ---- |
| 1919-1921 | Cooperativa Agrícola de Barberà | Carrer del Comerç, 1 | Reforma del celler i ampliació del molí d'oli |       |      |

### Barcelona
| Any       | Nom                                | Ubicació                                                                                 | Descripció | Estat                                                      | Foto                                |
| --------- | ---------------------------------- | ---------------------------------------------------------------------------------------- | --- | ---------------------------------------------------------- | ----------------------------------- |
| 1921      | Habitatges unifamiliars            |                                                                                          | Dues cases torre a Sarrià |                                                            |                                     |
| 1924      | Clínica                            | Gràcia: Carrer Astúries, 89 (cantonada amb carrer Santa Creu, a la plaça de la Virreina) | Clínica per al doctor Domingo Durán, posterior residència del gimnasta Joaquim Blume | Façanes i balcó-mirador de la cantonada restaurats el 2009 | Clínica per al doctor Domingo Durán |
| 1926      | Edifici plurifamiliar d'habitatges | Consell de Cent / Nàpols                                                                 | Edifici d'habitatges per a Josep Ballús |                                                            |                                     |
| 1928      | Edifici plurifamiliar d'habitatges | Carrer Benavent, 11                                                                      | Edifici d'habitatges de planta i tres pisos per a José Salesas | Regular                                                    | Carrer Benavent, 11                 |
| 1929-1930 | Edifici plurifamiliar d'habitatges | Carrer Galileu, 20                                                                       | Edifici d'habitatges per al sr. Mabras | Correcte                                                   | Carrer Galileu, 20                  |
| 1933-1934 | Habitatge unifamiliar              | Avinguda d'Esplugues, 87                                                                 | Habitatge per a Gabriel Ferraté Gili |                                                            |                                     |
| 1928      | Habitatge unifamiliar              | Gran Via de les Corts Catalanes, 541                                                     | Habitatge unifamiliar per al Sr. Randé | Desaparegut                                                |                                     |
| 1929-1930 | Fàbrica Filats Masllorens          | Carrer Còrsega, 414                                                                      | Edifici d'estil eclèctic amb inspiracions de l'escola de Chicago. L'edifici és un volum rectangular de tres plantes, més un altre de planta baixa a la part del darrere. La façana del carrer de Còrsega, és d'unes línies marcadament clàssiques, i està partida en tres cossos separats per pilastres de capitell jònic. Ha sofert una remunta important. | Modificat                                                  | Fàbrica Filats Masllorens           |
| 1955      | Reformes interiors                 | Plaça de l'Àngel, 12                                                                     | Reforma interior de l'Hotel Suizo |                                                            |                                     |
| 1958      | Habitatge unifamiliar              |                                                                                          | Habitatge unifamiliar per al sr. Pedra |                                                            |                                     |
|           | Habitatge unifamiliar              | Carrer Esteràs, 9                                                                        | Planta baixa i dos pisos per a Joan Zahonero. Remonta posterior | Desaparegut                                                |                                     |

### Bràfim
| Any  | Nom        | Ubicació            | Descripció | Estat | Foto                      |
| ---- | ---------- | ------------------- | ---------- | ----- | ------------------------- |
| 1923 | Ajuntament | Plaça de la Vila, 1 |            |       | Casa de la Vila de Bràfim |

### Les Cabanyes
| Any       | Nom                               | Ubicació        | Descripció | Estat | Foto |
| --------- | --------------------------------- | --------------- | ---------- | ----- | ---- |
| 1920-1921 | Celler Cooperatiu de les Cabanyes | Carrer Cinco, 6 |            |       |      |

### Cabra del Camp
| Any       | Nom    | Ubicació                       | Descripció | Estat | Foto |
| --------- | ------ | ------------------------------ | ---------- | ----- | ---- |
| 1920-1921 | Celler | Carretera del Raval de la Creu |            |       |      |

### Calafell
| Any       | Nom                   | Ubicació            | Descripció                              | Estat | Foto |
| --------- | --------------------- | ------------------- | --------------------------------------- | ----- | ---- |
| 1920-1921 | Habitatge unifamiliar | Platja Dreta, 18-19 | Habitatge unifamiliar per Antònia Salas |       |      |

### Capellades
| Any  | Nom                   | Ubicació | Descripció                                  | Estat | Foto |
| ---- | --------------------- | -------- | ------------------------------------------- | ----- | ---- |
| 1960 | Habitatge unifamiliar |          | Habitatge unifamiliar per Francisco Batalla |       |      |

### Cervera
| Any       | Nom                                       | Ubicació                  | Descripció               | Estat | Foto                                      |
| --------- | ----------------------------------------- | ------------------------- | ------------------------ | ----- | ----------------------------------------- |
| 1920-1922 | Farinera del Sindicat Agrícola de Cervera | Carrer Vidal de Montpalau | Farinera i torre d'aigua |       | Farinera del Sindicat Agrícola de Cervera |

### Cornudella de Montsant
| Any       | Nom                           | Ubicació                 | Descripció          | Estat | Foto |
| --------- | ----------------------------- | ------------------------ | ------------------- | ----- | ---- |
| 1919-1920 | Celler Cooperatiu del Priorat | Carrer Compte de Rius, 2 | Celler i molí d'oli |       |      |

### Falset
| Any  | Nom                            | Ubicació                  | Descripció | Estat                    | Foto                           |
| ---- | ------------------------------ | ------------------------- | --- | ------------------------ | ------------------------------ |
| 1919 | Cooperativa Agrícola de Falset | Carrer Miquel Barceló, 31 | Sala de tines de 23,50 m. per 37,50 m, amb una teulada de cavalls de fusta de 15 m. de llum; al darrere una sala de màquines; a la part del darrere el moll de recepció, triturat i graduació del most. | Bon estat de conservació | Cooperativa Agrícola de Falset |

### Gandesa
| Any  | Nom                          | Ubicació              | Descripció | Estat                    | Foto                         |
| ---- | ---------------------------- | --------------------- | ---------- | ------------------------ | ---------------------------- |
| 1919 | Celler Cooperatiu de Gandesa | Avinguda Catalunya 28 |            | Bon estat de conservació | Celler Cooperatiu de Gandesa |

### l'Hospitalet de Llobregat
| Any  | Nom                                | Ubicació            | Descripció                                       | Estat | Foto |
| ---- | ---------------------------------- | ------------------- | ------------------------------------------------ | ----- | ---- |
| 1930 | Edifici plurifamiliar d'habitatges | Carrer Sant Roc, 62 | Edifici plurifamiliar d'habitatges per Joan Pons |       |      |

### Igualada
| Any  | Nom                                | Ubicació                               | Descripció                                       | Estat             | Foto                         |
| ---- | ---------------------------------- | -------------------------------------- | ------------------------------------------------ | ----------------- | ---------------------------- |
| 1921 | Celler Cooperatiu i molí d'oli     | Carrer del Portal                      | Celler i molí d'oli                              | Cal rehabilitació | Celler Cooperatiu d'Igualada |
| 1931 | Edifici plurifamiliar d'habitatges | Passeig Verdaguer i carrer de la Torre | Edifici plurifamiliar d'habitatges per Joan Pons |                   |                              |

### Lleida
| Any  | Nom     | Ubicació | Descripció                                           | Estat | Foto |
| ---- | ------- | -------- | ---------------------------------------------------- | ----- | ---- |
| 1945 | Fàbrica |          | Fàbrica de conserves vegetals Lecheria Industrial SA |       |      |

### Llorenç del Penedès
| Any  | Nom                 | Ubicació               | Descripció                                                 | Estat | Foto                                       |
| ---- | ------------------- | ---------------------- | ---------------------------------------------------------- | ----- | ------------------------------------------ |
| 1920 | Celler i molí d'oli | Carrer Pompeu Fabra, 3 | Instal·lacions per la Cooperativa Agrícola i Caixa Agrària |       | Celler i molí d'oli de Llorenç del Penedès |

### La Masó
| Any  | Nom                   | Ubicació       | Descripció                                | Estat | Foto |
| ---- | --------------------- | -------------- | ----------------------------------------- | ----- | ---- |
| 1947 | Habitatge unifamiliar | Camí del Maset | Habiatge unifamiliar i magatzem de fruita |       |      |

### Molins de Rei
| Any       | Nom          | Ubicació                    | Descripció                           | Estat                                       | Foto |
| --------- | ------------ | --------------------------- | ------------------------------------ | ------------------------------------------- | ---- |
| 1922-1923 | Local social | Carrer Jacint Verdaguer, 48 | Local social per la Federació Obrera | Bon estat de conservació (rehabilitat 2012) |      |

### Montblanc
| Any  | Nom                                          | Ubicació                      | Descripció                                       | Estat       | Foto                |
| ---- | -------------------------------------------- | ----------------------------- | ------------------------------------------------ | ----------- | ------------------- |
| 1919 | Celler del Sindicat de Vinaters de Montblanc | Muralla de Santa Tecla, 54-56 | Cooperativa de Vinicultors i Caixa Rural Agrària | Regular     | Celler de Montblanc |
| 1941 | Fàbrica d'alcohol                            |                               | Fàbrica d'alcohol per a Josep Contijoch          | Enderrocada |                     |

### Nulles
| Any       | Nom                            | Ubicació                | Descripció | Estat                    | Foto                           |
| --------- | ------------------------------ | ----------------------- | --- | ------------------------ | ------------------------------ |
| 1918-1919 | Cooperativa Agrícola de Nulles | Carrer de l'Estació s/n | Dues naus contigües ocupades per quatre fileres de tines, separades per passadissos on se situen les tines subterrànies | Bon estat de conservació | Cooperativa Agrícola de Nulles |

### El Palau d'Anglesola
| Any  | Nom                                       | Ubicació           | Descripció                                | Estat | Foto                                      |
| ---- | ----------------------------------------- | ------------------ | ----------------------------------------- | ----- | ----------------------------------------- |
| 1919 | Societat Cooperativa del Camp de Sant Roc | Carrer Urgell, s/n | Societat Cooperativa del Camp de Sant Roc | ?     | Societat Cooperativa del Camp de Sant Roc |

### Picamoixons
| Any       | Nom                                         | Ubicació | Descripció                                  | Estat      | Foto |
| --------- | ------------------------------------------- | -------- | ------------------------------------------- | ---------- | ---- |
| 1933-1935 | Edifici industrial per La Papelera Catalana |          | Edifici industrial per La Papelera Catalana | Enderrocat |      |

### El Pinell de Brai
| Any  | Nom                                  | Ubicació          | Descripció | Estat                    | Foto                                 |
| ---- | ------------------------------------ | ----------------- | --- | ------------------------ | ------------------------------------ |
| 1917 | Celler Cooperatiu del Pinell de Brai | Carrer Pilonet, 8 | Tres naus frontals contigües i dues transversals a la part posterior de l'edifici, a diferent nivell. La nau de l'esquerra, amb dues plantes i coberta amb encavalcades de fusta, estava destinada a molí d'oli. La central i la de la dreta són sales de tines | Bon estat de conservació | Celler Cooperatiu del Pinell de Brai |

### Pira
| Any       | Nom                 | Ubicació                   | Descripció                        | Estat | Foto |
| --------- | ------------------- | -------------------------- | --------------------------------- | ----- | ---- |
| 1919-1920 | Cooperativa de Pira | Avinguda Arnau de Pons, 16 | Celler per la Cooperativa de Pira |       |      |

### Rocafort de Queralt
| Any  | Nom                                         | Ubicació                  | Descripció | Estat                    | Foto                                        |
| ---- | ------------------------------------------- | ------------------------- | --- | ------------------------ | ------------------------------------------- |
| 1918 | Cooperativa Agrícola de Rocafort de Queralt | Avinguda de Catalunya, 35 | Una nau central amb dues línies de tines de vi, més una altra nau transversal per a les operacions d'elaboració. | Bon estat de conservació | Cooperativa Agrícola de Rocafort de Queralt |

### Rubí
| Any  | Nom                       | Ubicació                                                                     | Descripció | Estat     | Foto                      |
| ---- | ------------------------- | ---------------------------------------------------------------------------- | --- | --------- | ------------------------- |
| 1920 | Celler Cooperatiu de Rubí | Carrers Federico García Lorca, General Prim, Pintor Murillo i Pintor Coello. | Una nau principal amb forma d'ela", doble mur de totxo, finestres semicirculars amb pilarets i una coberta de dues vessants d'època actual. | Restaurat | Celler Cooperatiu de Rubí |

### Salomó
| Any       | Nom                 | Ubicació           | Descripció          | Estat | Foto                 |
| --------- | ------------------- | ------------------ | ------------------- | ----- | -------------------- |
| 1916-1917 | Escola i ajuntament | Av. Catalunya, 2-6 | Escola i ajuntament |       | Ajuntament de Salomó |

### Sant Cugat del Vallès
| Any  | Nom                             | Ubicació          | Descripció | Estat     | Foto                                       |
| ---- | ------------------------------- | ----------------- | --- | --------- | ------------------------------------------ |
| 1921 | Celler Cooperatiu de Sant Cugat | Rambla del Celler | Només es va edificar una petita part del projecte: la nau pel tractament inicial del raïm, els molls de descàrrega, trituradores, premses i els cubs que rebien el most. | Restaurat | Celler Cooperatiu de Sant Cugat del Vallès |

## Premis i reconeixements
- Premi al concurs internacional de l'Edifici Social del Círculo Ecuestre de Barcelona, 1921
- Premi pel llibre Tradicions vallenques al Certamen Literari de Valls, 1921
- Premi Institució Patxot per Tradicions i llegendes de la ciutat de Valls, 1926
- Assessor artístic de l'Exposició Universal de 1929
- Acadèmic de la Real Academia de Bellas Artes de San Fernando, 1929
- Medalla de Plata, premi Beatriz Vidal de l'Acadèmia de Sant Jordi per la Biografia crítica de l'escultor Lluis Bonifàs i Massó
- Premi del Colegio de Arquitectos per l'Arquitectura i Escultura barroques a Catalunya, 1950
- Acadèmic per unanimitat de l'Associació d'exLibristes de Barcelona, 1957
- Chevalier de l'Ordre des Arts et des Lettres de la France, 1959[27]